# Trisomie 21
Trisomie 21 è un gruppo musicale francese formato nel 1981 dai fratelli Hervé e Philippe Lomprez a Denain.

## Storia
I Trisomie 21 vengono fondati dai fratelli Lomprez nel 1981, dopo aver incontrato Jean Michel Matuszak e Pascal Tison.
Durante gli anni ottanta e novanta i Trisomie 21 pubblicavano con l'etichetta belga Play It Again Sam. Nel settembre del 2007 hanno invece firmato un contratto con l'etichetta belga Alfa Matrix, che aveva già nella sua scuderia artisti quali Front 242, Leæther Strip, Anne Clark e Mentallo and the Fixer.

## Formazione
- Hervé Lomprez: chitarra, tastiera
- Philippe Lomprez: voce

## Discografia parziale

### Album
- 1983 - Le Repos des enfants heureux
- 1984 - Passions divisées
- 1986 - Chapter IV
- 1987 - The Official Bootleg
- 1987 - Million Lights - A Collection of Songs by Trisomie 21
- 1988 - The First Songs
- 1989 - Works
- 1989 - T21 Plays the Pictures
- 1990 - Raw Material
- 1991 - Side by Side
- 1992 - Distant Voices
- 1994 - The Songs by T21 Vol 1
- 1995 - The Songs by T21 Vol 2
- 1997 - Gohohako
- 2004 - The Man Is a Mix
- 2004 - Happy Mystery Child
- 2006 - The Woman Is a Mix
- 2006 - Happy Mystery Club
- 2009 - Black label

### Album dal vivo
- 2007 - Rendez-vous en France
- 2007 - 25 Years

### Raccolte
- 1988 - The First Songs
- 1991 - Side By Side
- 1994 - The Songs By T21 Vol. 1
- 1995 - The Songs By T21 Vol: 2
- 2017 - Chapter I-IV
- 2018 - Originally

### EP
- 1985 - Wait and Dance
- 1990 - Final Work
- 2005 - Midnight of My Life
- 2008 - Trisomie 21

### Singoli
- 1986 - Joh' Burg And Two Other Songs
- 1987 - Shift Away ° Jakarta ° Ravishing Delight
- 1990 - Works In Progress
- 1995 - La fête triste
- 2004 - She Died For Love
- 2005 - Red Or Green/She Died For Love
- 2005 - Red Or Green (Remixes)
- 2005 - Midnight Of My Life (Remixes)